# لويس ديفيدسون سان حزقيال
لويس ديفيدسون سان حزقيال هو رياضياتي كوبي، ولد في 10 سبتمبر 1921، وتوفي في 10 نوفمبر 2011.